# New Zealand Labour Party
Die New Zealand Labour Party (NZLP), meistens in den Kurzformen Labour Party oder auch nur Labour genannt, ist eine der zwei größten Parteien Neuseelands. Laut ihrer Parteisatzung folgt sie demokratischen und sozialistischen Prinzipien.

## Geschichte
Die Labour Party startete als Partei der Veränderungen, als Sprachrohr der Arbeiterklasse, die daran glaubte, dass eine gerechte Zukunft möglich sei. Viele von denen, die anfangs dabei waren, wollten nur ihre soziale Situation verbessern, ausreichend zu essen haben, Kleidung, vernünftige Unterkunft, eine Arbeit zu vernünftigen Konditionen und regelmäßiges Einkommen, Absicherung im Krankheitsfall und im Alter und für ihre Kinder eine Hoffnung auf eine bessere Zukunft.

### Vorgeschichte
Die ersten sozialistischen Gruppen in Neuseeland bildeten sich in den späten 1890ern. Fabian Societies in
Dunedin und Christchurch, eine Socialist Church und ein sogenannter Clarion Club ebenfalls in Christchurch und später eine Socialist League in Wellington. Diese Organisation wurden gebildete, um ihre Mitglieder und die Öffentlichkeit, durch Vorträge, öffentliche Veranstaltungen und Publikationen zu informieren, zu bilden und politisches Bewusstsein zu fördern. Die erste linke Partei die daraus entstand, war die New Zealand Socialist Party, die im Jahre 1901 gegründet wurde.
Angespornt durch den Erfolg der Labour Party in Australien 1901 bildete sich im April 1904 die Independent Political Labour League, eine Verbindung moderater Gewerkschafter, denen der Ruf nach Revolution der Sozialisten zu weit ging und die mehr an die Veränderungsmöglichkeiten innerhalb des bestehenden politischen Systems glaubten.
Nach dem Blackball-Bergarbeiterstreik von 1908 gründete sich noch im August desselben Jahres die von militanten Sozialisten geführte New Zealand Federation of Miners, die sich aber schon ein Jahr später 1909 in New Zealand Federation of Labour umbenannte. Robert Semple, vielfach nur Bob genannt, war ihr Wortführer und Präsident. Man kann die New Zealand Federation of Labour durchaus als die Vorgängerin der Labour Party nennen, kamen doch die ersten Premierminister und einige Mitglieder der Labour-Regierungen, wie Michael Joseph Savage, Peter Fraser, Harry Holland, Ted Howard und Paddy Webb, aus dem Lager der Federation of Labour. Die Federation bekam reichlich Zulauf aus unterschiedlichen Gewerkschaftlagern in den wenigen Jahren und der Maoriland Worker, eine wöchentlich erscheinende Publikation, erreichte 1913 bereits eine Auflage von 10.000 Exemplaren.
Parallel dazu reformierte sich die Independent Political Labour League und ihren Namen im Jahre 1910 in New Zealand Labour Party, um nach einer weiteren Reformierung im Jahr 1912 als United Labour Party aufzutreten. Nun gab es zwei nicht zueinander kommende Lager, die „Moderaten“ und die „Militanten“.
Im Januar 1913 lud die Federation of Labour alle Vertreter der Gewerkschaften, der Sozialisten, die United Labour Party und die Industrial Workers of the World zu einem Labour Unity Congress (Arbeiter-Vereinigungskongress) am 1. Juli 1913 nach Wellington ein, in dessen Folge sich dann die United Federation of Labour und die Social Democratic Party (SDP) bildeten. Der Erfolg blieb nicht aus. Bei der Parlamentswahl im Folgejahr erhielt die Social Democratic Party zwei Sitze und die United Federation of Labour drei Sitze.

### Parteigründung
Als erster Sekretär der Social Democratic Party lud Peter Fraser im Namen seiner Partei alle Vertreter der United Federation of Labour, der Labour Representation Committees und alle die im Parlament vertretenen linken Gruppen zu einer Konferenz ein, die am 7. Juli 1916 in Wellington stattfand.
Die Social Democratic Party war in finanziellen Schwierigkeiten, William Massey mit seiner konservativen Reform Party seit vier Jahren im Amt und die uneinige Linke mit nur 6 Sitzen, gegen 33 der Liberalen und 41 der Konservativen weit abgeschlagen davon politischen Einfluss auf Parlamentsebene ausüben zu können. Dazu kam, dass Massey einen Gesetzentwurf im Mai des Jahres eingebracht hatte, der Neuseeland den Eintritt in den Ersten Weltkrieg zur Unterstützung Großbritanniens ermöglichen sollte. Die Linke war darin gespalten, in Befürworter und absoluten Gegner des Krieges, die in ihm eine Auseinandersetzung zweier imperialistischer Systeme sahen und auf einem Zusammenbruch der Systeme hofften.
Unter der Wortführerschaft von John Thomas Paul, einem gemäßigten der United Labour Party, und mit dem Namen New Zealand Labour Party als Konzession an den gemäßigten Flügel, wurde schließlich die Gründung der neuen Partei vollzogen. Ihr erster Präsident wurde J. McCombs, der schon für die Social Democratic Party seit 1914 im Parlament saß.
Doch mit einer Gründungsplattform, bei deren Ausarbeitung 11 von den 13 Mitgliedern von der Social Democratic Party stammten, hatte sich bei der Parteigründung die Social Democratic Party eigentlich nur in die New Zealand Labour Party transformiert.
Bei der ersten Parlamentswahl, die Labour 1919 zu bestehen hatte, erreichte die Partei 8 Sitze, wuchs bei der folgenden Wahl auf 17 Sitze, kam aber bis 1931 nicht über 24 Sitze hinaus. Doch die Folgen der Great Depression erreichten auch Neuseeland nachhaltig und die Fragen nach adäquaten Antworten auf die sozialen Auswirkungen der Wirtschaftskrise wurde offensichtlich von Labour besser beantwortet. Dazu kam, dass sich die Labour Party seit ihrer Gründung entsprechenden Respekt verdient hatte und die Ängste vor Labour, die von rechts in den Jahren immer wieder geschürt wurden, nicht mehr wirkten.

### 1. Labour-Regierung (1935–1949)
Bei der Parlamentswahl am 27. November 1935 errang Labour mit 46,1 % der Wählerstimmen und 53 Sitze im House of Representatives schließlich einen Erdrutschsieg, den sie selber nicht erwartet hatten. Die neue Regierung unter Michael Joseph Savage trat ihr Amt am 6. Dezember 1935 an und zeigte, dass sie mit Geld umgehen konnte und trotz der Verstaatlichung der Reserve Bank im Jahre 1936 keine Finanzkrise auslöste.
Die Arbeitslosigkeit sank von 57.000 im Jahr 1935 auf 14.000 im Jahr 1938, die Gesundheitsvorsorge wurde bezahlbar für alle und der Staat übernahm die Verantwortung, preiswerte Häuser für Bedürftige zur Verfügung zu stellen. Ein umfassendes Sozialhilfesystem wurde aufgebaut, welches alte Leuten, Kranke und Menschen ohne Arbeit entsprechend unterstützte. Ergänzend dazu ratifizierte Labour am 29. März 1938 die 40-Stunden-Woche Konvention der International Labour Organization (IOL) und führte sie im selben Jahr noch ein.
Die Regierungszeit von Peter Fraser stand dagegen ganz unter dem Zeichen des Zweiten Weltkriegs, in dem Labour versuchte sicherzustellen, dass die Kriegslasten gleich verteilt wurden. Die Frage, ob Neuseeland sich an dem Krieg beteiligen sollte oder nicht, stellte sich für Labour nicht mehr.
Trotzdem Labour in ihrer ersten Regierungszeit über eine komfortable Mehrheit im Parlament verfügte, arbeitete sie mit den anfänglich zwei, später drei gewählten Vertretern der Rātana-Bewegung, einer politisch-religiösen Māori-Gruppe, zusammen und formten eine Partnerschaft.

### 2. Labour-Regierung (1957–1960)
Die zweite Labour-Regierungsphase war nur sehr kurz. Geführt von Walter Nash als Premierminister reichte die Regierungszeit nur von Dezember 1957 bis Dezember 1960. Die Erhöhungen von Steuern im Juni 1958, speziell auf Tabak, Alkohol, Benzin und Autos, machte die Regierung äußerst unbeliebt. Gerade die Labour-Anhänger versagten der Partei ihre Gefolgschaft, denn Steuern auf Bier und Zigaretten zu erhöhen war ein Affront gegen die Arbeiter als traditionelle Wählergruppe. Die Krise, durch einen schwächer werdenden Export nach Großbritannien und durch sinkende Erlöse verursacht, wurden von Arnold Nordmeyer, dem damaligen Finanzminister, nicht mit Sparmaßnahmen beantwortet und so wurde der Begriff „Black Budget“ (vergl. Schwarze Kasse), gerade von einem Gewerkschaftsführer, von Fintan Patrick Walsh, geprägt und später von der New Zealand National Party in ihre Kampagne gegen Labour übernommen. Obwohl Nordmeyer dieses Stigma nie mehr ablegen konnte, wurde er 1963 zum Parteiführer gewählt, hielt sich aber nur für drei Jahre.

### 3. Labour-Regierung (1972–1975)
Die dritte Labour-Regierungsphase von 1972 bis 1975 wurde von Norman Kirk eingeläutet, der nach seinem Tod im August 1974 durch Bill Rowling ersetzt wurde. Die gesamte Regierungszeit zeichnete sich dadurch aus, dass sie dem Treaty of Waitangi zu mehr Respekt verhalf und mit dem New Zealand Day Act 1973 (Gesetz) erstmals den Waitangi Day als nationalen Feiertag einführte. Auch sorgte die Labour-Regierung dafür, dass mit dem Treaty of Waitangi Act 1975 ein Waitangi Tribunal eingerichtet wurde, welches Verstöße gegen den Treaty of Waitangi untersuchen sollte. Damit war ein Instrument geschaffen, welches der Regierung Empfehlungen geben konnte, ein begangenes Unrecht per Gesetz wiedergutzumachen.
Des Weiteren schaffte die Regierung die allgemeine Wehrpflicht ab, sprach sich gegenüber Frankreich gegen Nukleartest im Pazifik aus, unterband sportliche Kontakte zum Apartheidregime von Südafrika und machte mit dem Royal Titles Act 1974 Elisabeth II. zur Königin von Neuseeland, was sie sowieso schon war, aber bisher als Königin vom Vereinigten Königreich im Titel von Neuseeland geführt wurde.
Bei der Wahl 1975 konnte sich Bill Rowling, dem es an Charisma fehlte, gegenüber dem Kandidaten der National Party, Robert Muldoon nicht durchsetzen. Labour verlor mit 39,6 % und nur 32 Sitzen, gegenüber National mit 55 Sitzen.

### 4. Labour-Regierung (1984–1990)
Die vierte Labour-Regierungsphase begann im Juli 1984 mit einer Finanzkrise, die die von der National Party geführten Regierung hinterlassen hatte. Der Wert des neuseeländischen Dollar war festgeschrieben, die Staatskasse überschuldet und die Zinslasten extrem hoch.
Die von David Lange geführte Regierung versuchte mit marktliberalen Ansätzen die Finanzprobleme in den Griff zu bekommen. Noch in dem Jahr der Regierungsübernahme war es dem Finanzminister Roger Douglas möglich ohne großen Widerstand ein paar schnelle Deregulierungseinscheidungen zu treffen, um Probleme schnell zu lösen. Unter anderem gab die Regierung die Kontrolle auf den Wechselkurs des Dollars auf und überließ ihn den Finanzmärkten, führte die GST (vergleichbar der Mehrwertsteuer) ein, kürzte die Subventionen für die Landwirtschaft und die Steuer für die Firmen, privatisierte Staatseigentum und staatlich Firmen und was für die Bürger des Landes am schwersten wog, sie reduzierten die Einkommen.
Zwei Jahre nach der Regierungsübernahme auf einer Parteikonferenz im Jahre 1986 bekam die Regierung von ihren Mitgliedern die Quittung. Der Unmut in der Partei über den wirtschaftspolitischen Kurs der Regierung war groß und deren Politik missbilligt. Besonders der Finanzminister Roger Douglas stand im Kreuzfeuer der Kritik und seine Wirtschafts- und Finanzpolitik bekam einen griffigen Namen, Rogernomics, in Anlehnung an Reaganomics, der für eine ähnliche marktliberale Politik unter Ronald Reagan stand.
Lange entließ Douglas und trat kurze Zeit später wegen innerparteilichen Konflikten selbst vom Amt zurück. Sein Nachfolger wurde Geoffrey Palmer, mit dem aber stets die unliebsamen Reformen der Regierung unter Lange in Verbindung gebracht wurde, war er doch selbst Teil der Regierung zu der Zeit. Zwei Monate vor der Wahl 1990 gab Palmer auf und der neue Premierminister Mike Moore, als sein Nachfolger, stand auf verlorenem Posten. Die nächste Regierung wurde wieder von der National Party gestellt.
Trotz der Konflikte um die wirtschaftspolitische Ausrichtung von Labour war die vierte Regierungsphase von Labour durchaus erfolgreich. So wurden als Beispiel, die Reserve Bank of New Zealand mit dem Reserve Bank Act 1989 unabhängig vom Regierungshandeln, mit dem Public Finance Act 1989 das Controlling der Staatsfinanzen verbessert, mit dem Māori Language Act 1987 die Sprache Te Reo Māori zur zweiten Amtssprache in Neuseeland, mit dem Homosexual Law Reform Act 1986 homosexuelle Beziehungen legalisiert und mit dem Immigration Act 1986 das Einwanderungsrecht liberalisiert und für ausgebildete Fachkräfte vereinfacht.

### 5. Labour-Regierung (1999–2008)
Labours Strategie für die Wahl 1999 war, als möglicher Seniorpartner einer Mitte-links-Regierung aufzutreten, die wahrscheinlichste aller Konstellationen. Man versprach sich 10 % Zuwachs alleine durch diese Strategie. Als die Partei bei der Wahl am 27. November 1999 mit 38,7 % der Stimmen und 49 Sitzen im Parlament 10 Sitze mehr erhielt als die regierende National Party, war klar, dass die Strategie aufgegangen war. Auch wurde Labour unter der Führung von Helen Clark abgenommen, dass sie die marktliberale Politik von der vierten Labour-Regierungszeit nicht wiederholen würde.
Helen Clark startete eine Minderheitsregierung in einer Koalition mit der Alliance und unterstützt von der Green Party, gefolgt von einer Koalition mit der Progressive Party und Unterstützung durch die Green Party und die United Future im Jahr 2002.
Die Legislaturperiode von 2005 bis 2008 wurde dann die schwierigste für die Partei. Die Sicherung von parlamentarischen Mehrheiten war nur noch über die Koalition mit der Progressive Party und durch die Unterstützung von zwei rechten Parteien möglich, die United Future und die New Zealand First. Letztere bekam das Außenministerium zugesprochen, welches der Parteiführer der New Zealand First, Winston Peters übernahm und Außenminister wurde, allerdings ohne dem Kabinett anzugehören. Die Green Party garantierte der Labour-Regierung Mehrheiten durch Enthaltung, wollte sich jedoch nicht an einer Regierung mit der politischen Rechten beteiligen oder unterstützen. Dem Verhalten schloss sich die Māori Party an.
In Helen Clarks Amtszeit fiel ein stetiger Wirtschaftsaufschwung mit der geringsten Arbeitslosigkeit, die Neuseeland hatte, doch zum Ende ihrer Amtszeit wendete sich das Blatt. Dazu kam kurz vor der Wahl 2008 die Parteispendenaffäre von Winston Peters und seiner Partei, in der er sich mehr und mehr selbst verstrickte und Clark ihn um Angst um ihre Mehrheiten nicht entließ. Am 29. August 2008 trat Peters dann schließlich selber zurück und Helen Clark übernahm das Außenministerium bis zur Wahl. Helen Clark verlor die Wahl am 8. November 2008 mit einem Abstand von 15 Sitzen zur National Party, die mit 56 Sitzen und 44,93 % die stärkste Fraktion wurde und die Regierung unter John Key bilden konnte.

### Labour in der Opposition von 2008 bis Oktober 2017
Seit der verlorenen Wahl von 2008 und dem Rücktritt von Helen Clark versuchte die Partei ein neues Profil zu finden. Im November 2008 wurde Phil Goff zum neuen Parteiführer bestimmt und Annette King zu seiner Stellvertreterin. Im darauffolgenden Jahr, am 2. März 2009, folgte mit Andrew Little der Wechsel in der Präsidentschaft der Partei.
Zur Parlamentswahl 2011 versuchte die Partei ab Anfang 2010 mit einer „AXE THE TAX“ Kampagne, bei der es um die Verhinderung der GST, also der neuseeländischen Mehrwertsteuer, ging, bei den Wählern zu punkten. Doch mit 27,48 % der Stimmen und nur 22 Direktmandaten reichte es nur für 34 von 121 Parlamentssitzen. In der Parlamentswahl 2014 konnte die Partei zwar fünf Direktmandate mehr gewinnen, erreichte aber bei einem Stimmenanteil von 25,13 % zusammen lediglich 32 Sitze, etwas mehr als die Hälfte der Regierungspartei der National Party. Nach dem Rücktritt von Andrew Little als Parteiführer Ende Juli 2017 übernahm Jacinda Ardern mit Wirkung vom 1. August 2017 den Vorsitz der Partei.

### 6. Labour-Regierung (2017–2023)
Bei der Parlamentswahl in Neuseeland 2017 erreichte die Labour Party 36,9 % und im Oktober 2017 konnte sie nach erfolgreichen Koalitionsverhandlungen mit der Partei New Zealand First von Winston Peters und unter Duldung durch die Green Party of Aotearoa New Zealand unter der Führung von Jacinda Ardern eine neue Regierung bilden und löste damit nach Jahren die New Zealand National Party in der Regierungsverantwortung ab. In der folgenden Parlamentswahl im Jahr 2020 konnte Ardern das Ergebnis ihrer Partei noch verbessern und holte mit 50 % der Stimmen die absolute Mehrheit der Sitze im neuseeländischen Parlament. Labour konnte damit eine Alleinregierung stellen. Doch aufgerieben durch persönliche Anfeindungen gab Ardern im Januar 2023 überraschend ihren Rücktritt zum 7. Februar 2023 bekannt. Bereits am 25. Januar 2023 übernahm Chris Hipkins die Rolle als Parteiführer und Premierminister. Doch zur General Election, die am 14. Oktober 2023 stattfand, wurde die Labour Party mit Hipkins an der Spitze abgewählt und musste sich wieder mit der Rolle als Oppositionspartei zurechtfinden. Hipkins nahm seine Rolle als Oppositionsführer an und wurde auch von seiner Partei im November 2023 als Parteiführer bestätigt.

## Parteiprinzipien laut Satzung
Die New Zealand Labour Party akzeptiert die folgenden demokratischen sozialistischen Prinzipien:
- Alle politische Autorität geht vom Volke aus, mit demokratischem Mitteln, wie das allgemeine Wahlrecht, reguläre und freie Wahlen in geheimer Abstimmung.
- Alle natürlichen Ressourcen von Neuseeland gehören allen Bürgern und die Ressourcen, speziell die nicht-erneuerbaren Ressourcen, sollten zum Nutzen aller verwaltet werden, einschließlich künftiger Generationen.
- Alle Bürger sollten gleichen Zugang haben, zu allen sozialen, ökonomischen, kulturellen, politischen und gesetzlichen Bereichen, ohne Rücksicht auf Reichtum oder soziale Stellung und kontinuierlicher Beteiligung an den demokratischen Prozessen.
- Kooperation statt Wettbewerb sollten der bestimmende Faktor in den Wirtschaftsbeziehungen sein, damit ein größerer Gewinn und eine gerechte Güterverteilung sichergestellt werden können.
- Alle Menschen haben das Recht auf Würde, Selbstachtung und der Möglichkeit arbeiten zu können.
- Alle Menschen, entweder als Einzelperson oder in Gruppen, dürfen Reichtum oder Besitz zu ihrem eigenen Gebrauch besitzen, aber im Falle irgendwelcher Interessenkonflikten sind Menschen immer wichtiger als Besitz und der Staat muss eine gerechte Güterverteilung sicherstellen.
- Der Vertrag von Waitangi ist das Gründungsdokument von Neuseeland und dieser Vertrag soll in der Regierung, in der Gesellschaft und in der Familie geehrt werden.
- Frieden und soziale Gerechtigkeit sollten überall in der Welt gefördert werden, durch internationaler Kooperation und gegenseitiger Achtung.
- Gleiche Grundrechte des Menschen, geschützt vom Staat, gültig für alle Menschen, unabhängig von Rasse, Geschlecht, Familienstand, sexueller Orientierung, Geschlechtsidentität, Alter, religiösen Glauben, politischer Überzeugung oder Behinderung.[3]

## Bisherige Parteiführer
| Lfd | Parteiführer              | Zeitraum                 | Labour-Regierung             | Premierminister       |
| --- | ------------------------- | ------------------------ | ---------------------------- | --------------------- |
| 1.  | Alfred Humphrey Hindmarsh | 1916–1918                |                              |                       |
| 2.  | Henry Edmund Holland      | 1919–1933                |                              |                       |
| 3.  | Michael Joseph Savage     | 1933–1940                | 1. Regierungsphase 1935–1940 | Michael Joseph Savage |
| 4.  | Peter Fraser              | 1940–1950                | 1. Regierungsphase 1940–1949 | Peter Fraser          |
| 5.  | Walter Nash               | 1951–1963                | 2. Regierungsphase 1957–1960 | Walter Nash           |
| 6.  | Arnold Nordmeyer          | 1963–1965                |                              |                       |
| 7.  | Norman Kirk               | 1965–1974                | 3. Regierungsphase 1972–1974 | Norman Kirk           |
| 8.  | Bill Rowling              | 1974–1983                | 3. Regierungsphase 1974–1975 | Bill Rowling          |
| 9.  | David Lange               | 1983–1989                | 4. Regierungsphase 1984–1989 | David Lange           |
| 10. | Geoffrey Palmer           | 1989–1990                | 4. Regierungsphase 1989–1990 |                       |
| 11. | Mike Moore                | 1990–1993                | 4. Regierungsphase 1990      | Mike Moore            |
| 12. | Helen Clark               | 1993–2008                | 5. Regierungsphase 1999–2008 | Helen Clark           |
| 13. | Phil Goff                 | 2008–2011                |                              |                       |
| 14. | David Shearer             | 2011–2013                |                              |                       |
| 15. | David Cunliffe            | 2013–2014                |                              |                       |
| 16. | Andrew Little             | 2014–2017                |                              |                       |
| 17. | Jacinda Ardern            | 2017–2023                | 6. Regierungsphase 2017-2023 | Jacinda Ardern        |
| 18. | Chris Hipkins             | Januar bis November 2023 | 6. Regierungsphase 2023      | Chris Hipkins         |
| 19. | Chris Hipkins             | seit November 2023       |                              |                       |